# Ibercamera
Ibercamera es el nombre de un ciclo de conciertos de música clásica de Barcelona que tienen lugar normalmente en el Palacio de la Música Catalana y el Auditorio de Barcelona.

## Historia
Ibercamera es la más antigua de las temporadas de conciertos de música clásica de iniciativa privada de Cataluña, habiendo promovido treinta y ocho temporadas ininterrumpidamente, desde sus inicios en la temporada 1984-85 y más en concreto con un concierto de Daniel Barenboim que tuvo lugar el 16 de enero de 1985 en el Palacio de la Música Catalana. Ibercamera fue fundada por el promotor cultural barcelonés Josep María Prat.
Desde el año 2003 la temporada de Ibercamera incluye un ciclo de conciertos de música de cámara. En 2008 se estrenó una temporada anual en la ciudad de Gerona, que ha quedado ya consolidada.
En octubre de 2013 se programó el primer concierto de la nueva formación "Da Camera", promovida por Ibercamera, con obras de Bach, Mozart y la interpretación de la Noche transfigurada de Schönberg.
Ibercamera, forma parte de "Grup Camera", que promueve temporadas de música clásica como "La filarmónica" de Madrid, desde la primera edición de 2012-13 e "Ibercamera Girona" desde la temporada 2008-2009 y la agencia internacional de representación de artistas "Agencia Camera", que representa a artistas y formaciones como Cuarteto Casals, Pinchas Zukerman, Valeri Guérguiev, Fumiaki Miura, Leonidas Kavakos, Cuarteto Borodín, Vladímir Fedoséyev, Natalia Gutman, Viviane Hagner, Serguéi Jachatrián, Wayne Marshall, Maria João Pires, Cuarteto Hagen, Cuarteto Quiroga, András Schiff, Eric Silberger, Daniil Trifonov, Varvara, Alexei Volodin y organiza y gestiona giras de orquestas como la Orquesta Sinfónica de la SWR, la Orquesta Sinfónica de Dusseldorf, la Orquesta de Cámara de Munich, la Orquesta del Teatro Mariinski, con Valery Gérgiev, "Intruments of Time and Truth" con el coro "Oxford Voices", la Orquesta Sinfónica Chaikovski de la Radio de Moscú y la Orquesta Sinfónica de Viena.